# Heath Hembree
Richard Heath Hembree (né le 13 janvier 1989 à Spartanburg, Caroline du Sud, États-Unis) est un lanceur de relève droitier des Ligues majeures de baseball jouant avec les Dodgers de Los Angeles.

## Carrière

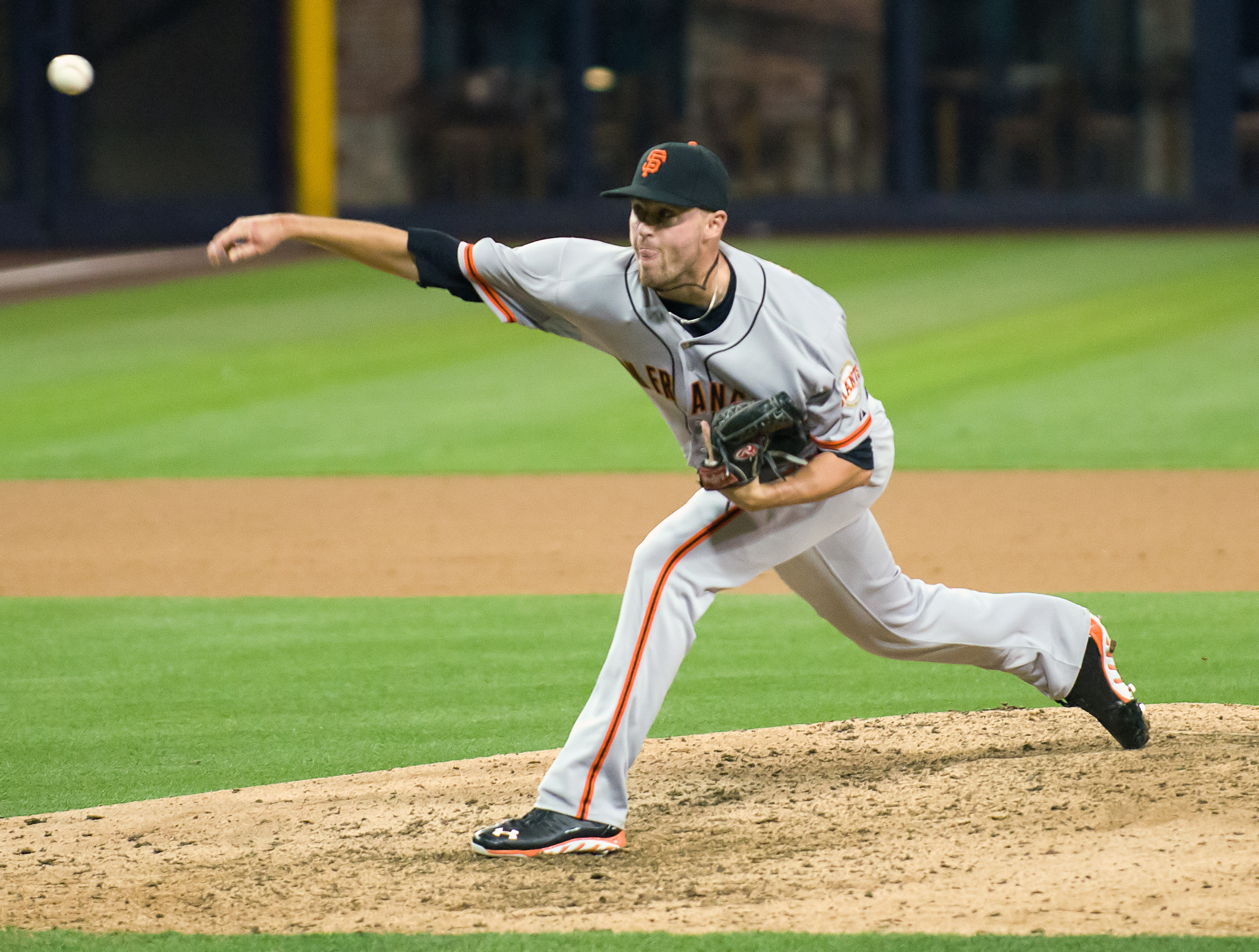
Hebree en 2013 avec San Francisco.

Heath Hembree est un choix de cinquième ronde des Giants de San Francisco en 2010. Il fait ses débuts dans le baseball majeur avec les Giants le 3 septembre 2013 et lance 7 manches et deux tiers en 9 sorties avec le club en fin d'année, où il n'accorde aucun point et réussit 12 retraits sur des prises.
Le 26 juillet 2014, Hembree, qui a jusque-là passé l'année en ligue mineure, est avec son coéquipier lanceur gaucher Edwin Escobar cédé aux Red Sox de Boston contre le vétéran lanceur partant droitier Jake Peavy, qui prend le chemin de San Francisco.